# Grażyna Sygitowicz
Grażyna Maria Sygitowicz (ur. 5 marca 1967) – polska farmaceutka, wykładowczyni Warszawskiego Uniwersytetu Medycznego.

## Życiorys
Grażyna Sygitowicz w latach 1986–1992 studiowała farmację na Akademii Medycznej w Warszawie. Uzyskała specjalizację I stopnia (1995) i II stopnia (2003) z analityki klinicznej. Uzyskała uprawnienia wykonywania zawodu diagnostki laboratoryjnej (2006) oraz farmaceutki (2010).
W 2000 doktoryzowała się tamże w dyscyplinie farmacja, specjalność chemia medyczna, na podstawie napisanej pod kierunkiem Jana Pachecki dysertacji Zaburzenia metabolizmu lipoprotein u kobiet w ciąży powikłanej cukrzycą typu 1 w warunkach intensywnej insulinoterapii. W 2016 habilitowała się na Warszawskim Uniwersytecie Medycznym w dyscyplinie nauki farmaceutyczne, specjalność chemia kliniczna, biochemia kliniczna, diagnostyka laboratoryjna, przedstawiwszy dzieło Rola nowych biomarkerów w diagnostyce, ocenie skuteczności leczenia i patofizjologii chorób układu sercowo-naczyniowego. W 2023 otrzymała tytuł profesora nauk medycznych i nauk o zdrowiu.
Jej zainteresowania naukowe koncentrują się na poszukiwaniu laboratoryjnych wskaźników chorób metabolicznych.
Od 1991 związana zawodowo z Katedrą Biochemii i Chemii Klinicznej Warszawskiego Uniwersytetu Medycznego (nazwa jednostki według stanu na 2023). W latach 1993–2015 pracowała jednocześnie jako asystentka w Centralnym Laboratirum Samodzielnego Publicznego Centralnego Szpitala Klinicznego Warszawskiego Uniwersytetu Medycznego.
Członkini Polskiego Towarzystwa Diagnostyki Laboratoryjnej, Polskiego Towarzystwa Terapii Monitorowanej oraz Polskiego Towarzystwa Badań nad Miażdżycą.
W 2018 „za zasługi w działalności naukowej i społecznej” została odznaczona Brązowym Krzyżem Zasługi.